# زياد بن رياح
زياد بن رياح، أبو قيس البصري، القيسي، المدني. من رواة الحديث وهو ثقة. قال العجلي: تابعي ثقة.وذكره ابن حبان في كتاب الثقات.

## روايته للحديث النبوي
- روى عن: أبي هريرة.
- رَوَى عَنه: الحسن البصري وغيلان بن جرير.[2]
- الجرح والتعديل: قال أحمد بن صالح الجيلي: «ثقة». وقال ابن حجر العسقلاني: «ثقة». وقال الذهبي: «ثقة».[1]